# Jan Chvojka (meziválečný politik)
Jan Chvojka, též Jan Vlastimil Chvojka (2. ledna 1888 Vápno u Pardubic – 23. srpna 1930 Jičín), byl československý politik a meziválečný poslanec Národního shromáždění za Československou stranu národně socialistickou.

## Biografie
Podle údajů k roku 1927 byl profesí správcem okresní nemocenské pokladny v Jičíně-Novém Městě.
Po parlamentních volbách v roce 1925 získal mandát v Národním shromáždění. Mandát ale získal až dodatečně roku 1926 jako náhradník poté, co rezignoval poslanec Rudolf Laube.
Zemřel 23. srpna 1930 v Jičíně.